# Yamaldín Joyaniyázov
Yamaldín Joyaniyázov (en ruso: Джамалдин Ходжаниязов, en turcomano: Jamaldin Hojanyýazow; Baýramaly, Turkmenistán, 18 de julio de 1996) es un futbolista turcomano-ruso que juega como defensa en el F. K. Surkhon Termez de la Super Liga de Uzbekistán.

## Biografía
Joyaniyázov nació en Baýramaly, Turkmenistán en el seno de una familia de etnia uigur. Posee la doble nacionalidad turcomana-rusa y habla ruso con fluidez.

## Carrera profesional
Comenzó su carrera en el fútbol en la academia deportiva Chilanzar de Tashkent, Uzbekistán. En la temporada 2012 ingresó en el Akademiya Tolyatti.
Sin embargo, en invierno de ese mismo año firmó con el Zenit San Petersburgo un contrato de tres años. El 26 de julio de 2013 debutó con el Zenit en la Liga Premier en un partido contra el Kuban Krasnodar con 17 años de edad cumplidos ese mismo mes. El 7 de agosto debutó en la Liga de Campeones de la UEFA en el partido de vuelta de la ronda previa contra el Nordsjælland en un partido que el equipo ruso ganó por 5-0.
El 22 de enero de 2014, el FC Zenit San Petersburgo cedió al central zurdo al Amkar Perm para el resto de la temporada.
En marzo de 2019, el BATE Borisov anunció su incorporación al campeón bielorruso.

## Selección nacional
Joyaniyázov formó parte de la selección de Rusia sub-17 que se proclamó campeona del Europeo Sub-17 de la UEFA 2013 en Eslovaquia. El futbolista anotó el gol inaugural de su equipo en el torneo y jugó cinco partidos en el campeonato.